# Karl Kuk
Karl Wilhelm Eligius Kuk (1. prosince 1853 Terst – 26. listopadu 1935 Vídeň) byl rakousko-uherský generál. Jako absolvent Technické vojenské akademie s titulem inženýra nastoupil službu u ženistů, později byl důstojníkem generálního štábu, uplatnil se také jako pedagog a spisovatel. V letech 1912–1916 byl velitelem pevnosti v Krakově a na začátku první světové války se aktivně zapojil do bojů na východní frontě v Haliči. V roce 1915 dosáhl druhé nejvyšší vojenské hodnosti polního zbrojmistra. V letech 1916–1917 zastával funkci generálního guvernéra rakousko-uherské okupační zóny v Polsku se sídlem v Lublinu. Po odvolání z Polska na jaře 1917 zastával již jen podružné funkce ve vojenské administraci. Po zániku monarchie byl v armádě penzionován a žil v soukromí ve Vídni.

## Životopis

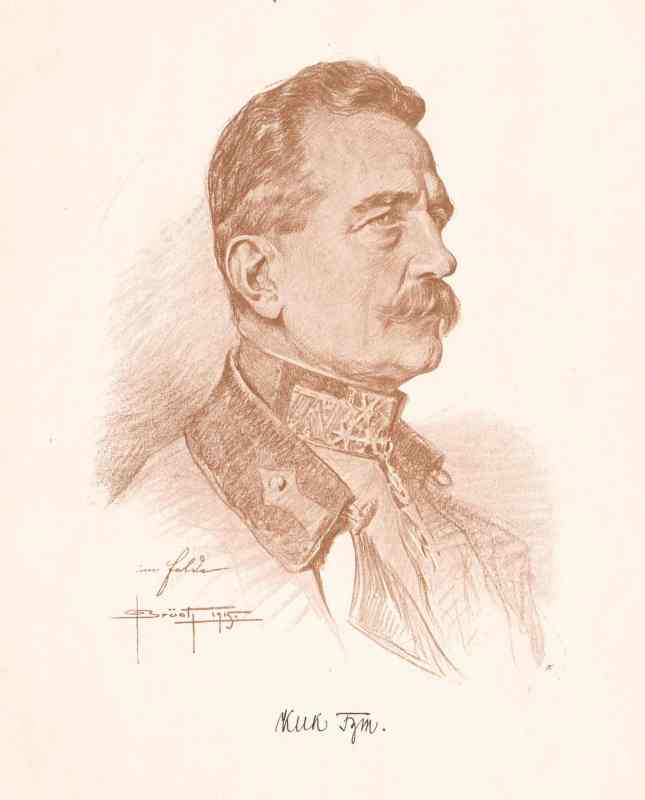
Polní zbrojmistr a generální guvernér v Polsku Karl Kuk

Byl synem finančního úředníka u c. k. námořnictva Johanna Nepomuka Kuka (1823–1864). První vojenskou průpravu získal na jezdecké škole v Hranicích, poté studoval na Technické vojenské akademii ve Vídni (1872–1876). Do armády vstoupil v roce 1876 jako poručík k 2. ženijnímu pluku, s nímž vystřídal službu v Kremži, Linzi, Štýrském Hradci a Vídeňském Novém Městě. V roce 1878 se zúčastnil okupace Bosny a Hercegoviny, poté sloužil u ženistů v Brixenu a po roce 1884 vypracoval plány k opevnění Tridentu. V roce 1886 byl v hodnosti kapitána zařazen do sboru důstojníků generálního štábu. V roce 1893 se jako zástupce c. k. armády zúčastnil Světové výstavy v Chicagu a po návratu přednášel technické předměty na Válečné škole ve Vídni. V roce 1897 byl povýšen na podplukovníka a stal se zástupcem velitele 43. pěšího pluku v Temešváru. Zde strávil pět let a mezitím v roce 1900 dosáhl hodnosti plukovníka. V letech 1902–1906 byl velitelem železničního a telegrafního pluku v Korneuburgu.

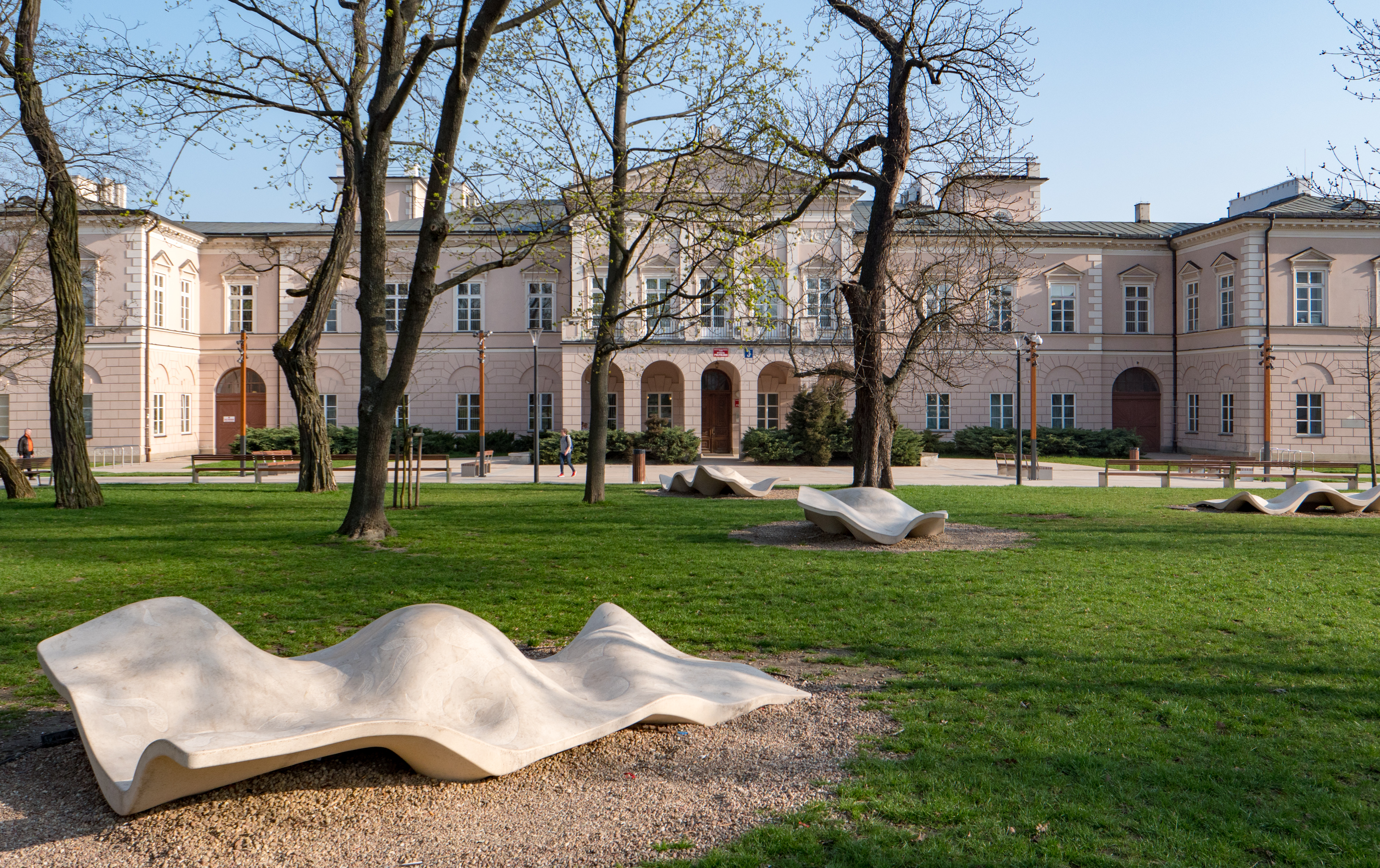
Palác knížat Lubomirskich v Lublinu, rezidence rakousko-uherských generálních guvernérů v Polsku

V roce 1907 byl povýšen do hodnosti generálmajora a v letech 1906–1908 byl velitelem 72. pěší brigády v Záhřebu. Poté byl velitelem pevností v Petrovaradíně (1908–1909) a Komárně (1909–1912), mezitím v roce 1911 dosáhl hodnosti polního podmaršála. V letech 1912–1916 byl velitelem pevnosti v Krakově a na začátku první světové války se zúčastnil bojů v Haliči. Solidní vybavení krakovské pevnosti přispělo k úspěchům 1. a 4. armády na východní frontě. V roce 1915 byl povýšen do hodnosti polního zbrojmistra a v květnu 1916 se stal generálním guvernérem rakousko-uherské okupační zóny v Polsku. Sídlem generálního guvernéra byl palác Lubomirskich v Lublinu. Kuk měl v plánu určitou autonomii Polského království pod rakousko-uherským dohledem. Z neznámých příčin ztratil v roce 1917 přízeň nového císaře Karla I. a byl odvolán do Vídně. Nějakou dobu zůstal bez služebního zařazení, až v říjnu 1917 obdržel podružnou funkci prezidenta rakouského vojenského fondu pro vdovy a sirotky. V armádě byl penzionován k datu 1. ledna 1919 a od té doby žil v soukromí ve Vídni. Je pohřben na hřbitově v Hietzingu.

## Tituly a ocenění

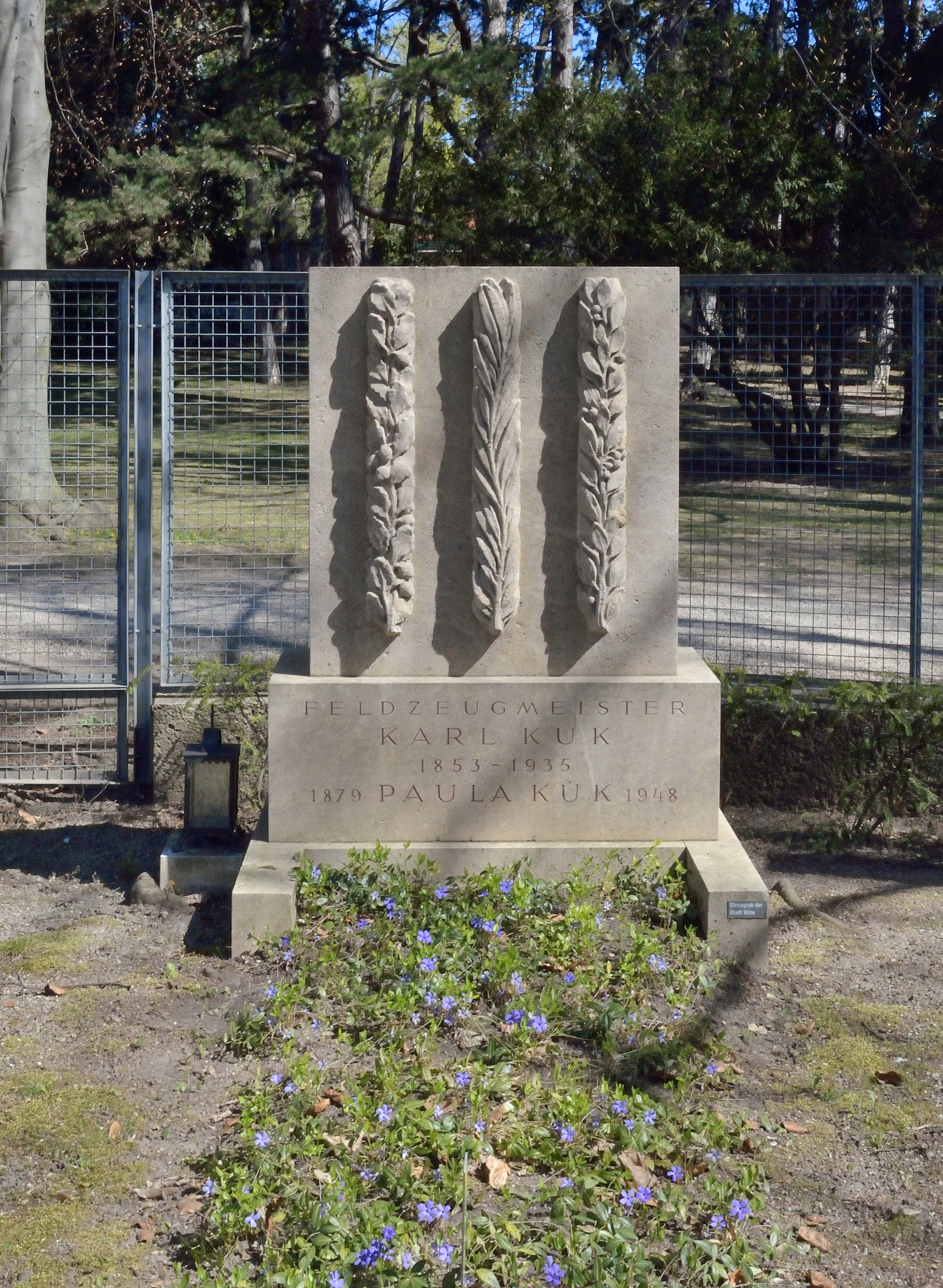
Hrob Karla Kuka na hřbitově v Hietzingu

Jako generální guvernér v Polsku obdržel v roce 1916 titul c. k. tajného rady s nárokem na oslovení Excelence. Během vojenské služby získal řadu vyznamenání v Rakousku-Uhersku i v zahraničí.

### Rakousko-Uhersko
- Válečná medaile (1883)
- Vojenská záslužná medaile (1890)
- Jubilejní pamětní medaile (1898)
- Řád železné koruny III. třídy (1906)
- Vojenský jubilejní kříž (1908)
- rytířský kříž Leopoldova řádu (1913)
- Mobilizační kříž (1913)
- komandérský kříž Leopoldova řádu s válečnou dekorací (1914)
- Vyznamenání za zásluhy o Červený kříž s válečnou dekorací (1915)
- Řád železné koruny I. třídy s válečnou dekorací (1916)
- velkokříž Leopoldova řádu s válečnou dekorací (1917)

### Zahraničí
- Řád červené orlice II. třídy (1902, Německo)
- rytířský kříž Řádu rumunské hvězdy (1906, Rumunsko)
- rytířský kříž Řádu meče (1906, Švédsko)